# Marxistische Studies
De Marxistische Studies was een Belgisch Nederlandstalig politiek tijdschrift gelieerd aan de PVDA.

## Historiek
Het werd vanaf 2003 uitgegeven door het Instituut voor Marxistische Studies (IMAST). De redactie was gevestigd op de Haachtsesteenweg 53 te Brussel.  Hoofdredacteur was Herwig Lerouge, en Maria McGavigan verantwoordelijk uitgever.
De laatste editie van het socialistisch tijdschrift verscheen in 2016.